# Literatuurfestival
Een literatuurfestival een festival met literatuur als centraal thema.

## Kenmerken
Het evenement richt zich op schrijvers, dichters en het grote publiek. Soms is er ook muzikale omlijsting. Er zijn literatuurfestivals die specifiek zijn gericht op bepaalde literaire genres als poëzie, of die een speciale doelgroep moeten aanspreken, zoals docenten. Literatuurfestivals kunnen zowel lokaal alsook regionaal en nationaal tot internationaal zijn.
De festivals worden meestal georganiseerd door literaire organisaties, in sommige gevallen speciaal opgericht om een specifiek festival te organiseren. Sommige organisaties ontvangen subsidie. Individuele activiteiten worden in Nederland veelal ondersteund door het Nederlands Letterenfonds en/of door lokale overheden.

## Bekendere literatuurfestivals
In Nederland
- Crossing Border, Den Haag en Antwerpen[1]
- Dag van de Literatuur, Rotterdam[1]
- Dag van het Literatuuronderwijs, Rotterdam[1]
- Dichters in de Prinsentuin, Groningen[1]
- Geen Daden Maar Woorden Festival, Rotterdam[1]
- International Literature Festival Utrecht (ILFU), sinds 2018, waarin verschillende literatuurevenementen werden samengevoegd en aangevuld: de Nacht van de Poëzie (begonnen in 1980), het Nederlands Kampioenschap Poetry Slam (sinds 2002), het festival Literaire Meesters (sinds 2009) en het internationale festival City2Cities (sinds 2011).[2][3]
- Nieuwe Types, Arnhem
- Onbederf'lijk Vers, Nijmegen[1]
- Poetry International, Rotterdam[1]
- Poëziefestival Landgraaf[1]
- Winternachten, Den Haag[4]
- Wintertuinfestival, Nijmegen[1]
- Woordnacht, Rotterdam
- ZomerZinnen, literatuur- en muziekfestival in Dwingeloo sinds 2007.[1][5]

In België
- De Nachten, Antwerpen
- Zogezegd, Gent
- Murmures - muziek- en woordkunstfestival, Gent
- Letterenhuisfestival, Antwerpen[6]

Verder internationaal
- Bok & Bibliotek, Göteborg, Zweden
- Internationaal Literatuurfestival Berlijn, Duitsland